# Winamp

Ehemaliges Logo, bis 2013

Winamp [ˈwɪnæmp] ist ein für verschiedene Betriebssysteme verfügbarer Mediaplayer des belgischen Unternehmens Radionomy S.A.

## Merkmale
Winamp kann MP1-, MP2-, MP3-, MP4-, (Ogg)Vorbis-, AAC-, MIDI-, MOD- (sowie viele Derivate), MPC- (per Plug-in), WAV-, WMA-, WMV- (seit Version 5.12 auch mit DRM), FLAC- sowie NSV-Dateien wiedergeben. Mit Eingabe-Plug-ins lässt sich die Liste der unterstützten Dateiformate nahezu beliebig erweitern. Winamp lässt sich außerdem durch sogenannte Skins in seinem Aussehen dem eigenen Geschmack anpassen. Durch weitere Plug-ins kann man Winamp um zusätzliche Funktionen ergänzen, z. B. Erweiterungen der Benutzeroberfläche oder das Kodieren und Konvertieren in weitere Dateiformate.
Als Besonderheit unterstützt Winamp eine automatische Lautstärke-Angleichung beim Abspielen (Replay Gain). Zusätzlich können zur Audiovisualisierung Module eingebunden werden, die Musik oder Klänge als Eingabe erhalten und durch komplexe Algorithmen dazu „passende“, meist sehr abstrakte Bilder generieren. Zumindest den Rhythmus der Musik kann man damit „sehen“. Fenster der Bedienoberfläche lassen sich miteinander verbinden und trennen.
Eine weitere Funktion ist die Medienbibliothek, mit deren Hilfe man alle lokal gespeicherten Mediendateien verwalten und sich eigene Zusammenstellungen anlegen kann. In der Medienbibliothek können Audio-CDs auf den Computer kopiert und gebrannt werden, außerdem können Musik und Abspiellisten (sogenannte Playlists) mit portablen Abspielgeräten, etwa Smartphones, ausgetauscht werden.
Seit Version 5.3 unterstützt Winamp Unicode und schließt damit zu Alternativen wie AIMP, foobar2000 oder XMPlay auf. Auch Winamps Medienbibliothek unterstützt seit Version 5.33 vollständig das Unicode-Format.
Winamp läuft ab der Version 5.9 unter Microsoft Windows ab Windows 7. Die letzte unter Windows 98/Me/NT4 lauffähige Version war 5.35.

## Geschichte
Winamp wurde im Mai 1997 als Shareware veröffentlicht. Programmiert wurde Winamp von Justin Frankel, Dmitry Boldyrev und Gianluca Rubinacci, der zur Vermarktung und Sicherung der Rechte das Unternehmen Nullsoft gründete.
Im April 1999 wurde Winamp von der MP3-Infoseite MPeXnet.de ins Deutsche übersetzt, zunächst ab Version 2.10 in Form einer nachrüstbaren Sprachdatei. Ab Version 2.72 erschien das Programm als Komplettpaket in deutscher Sprache. Es war die offizielle deutsche Version, die von Nullsoft autorisiert wurde. Die letzte offizielle vollständig eingedeutschte Version war 2.91c.
Am 1. Juni 1999 wurde Nullsoft von AOL für rund 100 Millionen US-Dollar übernommen. Einige Monate später wurde Winamp mit der Version 2.50 Freeware. Die Betreuung des Programms durch AOL gilt als gescheitert. Ein damaliger Manager des Unternehmens äußerte im Rückblick, dass Winamp um 2000 das Potenzial gehabt hätte, die Stellung auf dem Musikmarkt zu erreichen, die später iTunes erlangt habe.
Nach dem Flop der dritten Winamp-Version erschien im Dezember 2003 die Version 5, die laut Hersteller „das Beste aus 2 + 3 = 5“ darstellt und wieder an Gewohntes anschließen sollte. Zuvor schon wurde parallel zur Version 3 auch die Version 2 weiterentwickelt, so dass beispielsweise die Version 2.9 erst nach der Version 3.0 erschien, was auch auf eine mangelnde Akzeptanz der dritten Version durch Benutzer begründet wird.
Viele Anwender benutzten auch nach dem Erscheinen von Winamp 5 weiterhin die Version 2 des Programms, da diese einen deutlich geringeren Ressourcenverbrauch haben sollte; Winamp 5 erreicht allerdings mit dem Classic Skin bei Speicher- und CPU-Auslastung nahezu gleiche Werte. Die Modern Skins dagegen boten eine Vielzahl von unterschiedlichsten Designs und konnten von der Winamp-Website kostenlos heruntergeladen werden.
Am 27. Januar 2004 verließ Frankel Nullsoft und AOL. Winamp wurde trotzdem noch aktiv weiterentwickelt.
In den letzten Jahren wurden vor allem neue Funktionen zur optionalen Anzeige von aus dem Internet geladenen Informationen zu den gespielten Titeln, Verknüpfungen zu weiteren Online-Inhalten in der Medienbibliothek und die Anzeige von Werbebannern ergänzt. Auch die Zahl der Eingabe-Plug-ins wurde kontinuierlich erhöht, sodass Winamp oft auch schon die neuesten Audioformate wiedergeben kann. Seit Version 5.5 kann man direkt im Programm die Sprache wählen, was vorher nur über Sprachpakete möglich war, die freie Programmierer selbst schrieben.
Ende November 2013 erfolgte durch AOL die Ankündigung, Winamp zum 20. Dezember 2013 einzustellen und ab diesem Datum nicht mehr zum Herunterladen anzubieten. Kurze Zeit später bekundete Microsoft Interesse an einem Kauf von Winamp. Trotz des angekündigten Termins erfolgte am 20. Dezember keine Abschaltung der Winamp-Dienste.

### Relaunch nach der Radionomy-Übernahme
Im Januar 2014 wurde der Kauf von Winamp durch Radionomy, eine belgische Webradioplattform, bekannt. Im Februar 2014 gab es einen Relaunch der Website mit grundlegend überarbeitetem Design in HTML5. Der vorab online gestellte Entwurf – mit einem Foto von einem Lama (dem ursprünglichen Firmen-Maskottchen von Nullsoft) und dem Schriftzug There’s more coming soon zeigt einen für Touchscreen-Bedienung optimierten Aufbau.
Während seitdem von einem früheren Mitglied des Winampteams mit „WACUP“ eine um neue Plugins erweiterte Distribution von Winamp 5.666 entwickelt wird, dauerten die Arbeiten an der ersten offiziellen Nachfolgeversion 5.8 aus rechtlichen Gründen bis Oktober 2018 an. Am 19. Oktober 2018 veröffentlichte Radionomy Version 5.8 als Beta. Das Update auf Version 5.8 nimmt vor allem kleinere Verbesserungen und Fixes vor. Außerdem werden die kostenpflichtigen Pro-Features entfernt: Winamp ist damit wieder Freeware.
Im November 2021 wurde eine neue Beta-Version über die Winamp-Website angekündigt. Am 26. Juli 2022 wurde die finale Version 5.9 veröffentlicht. Am 5. Dezember 2022 erschien die nächste Version 5.91.

### Veröffentlichung des Quellcodes
Am 16. Mai 2024 kündigten die Entwickler an, den Quellcode der Software am 24. September veröffentlichen zu wollen. Ziel sei es, neue Entwickler für das Projekt zu gewinnen und dieses auf neue Plattformen portieren zu wollen. Am 24. September wurde der Quellcode erstmalig unter der „Winamp Collaborative License“ (WCL) auf GitHub hochgeladen. Die Lizenz wurde unter anderem dafür kritisiert, dass sie die Weiterverbreitung der Software und eventueller Modifikationen sowie das Forken verbietet. Ebenfalls würden Entwickler durch Einreichung von Beiträgen die Rechte an diesen abtreten. Teilweise verstoßen diese Auflagen auch gegen die Nutzungsbedingungen von GitHub.
Ebenfalls verletzte der Quellcode mehrere Lizenzen und Urheberrechte Dritter. So wurde proprietärer Codec-Quellcode von Dolby, Microsoft und Intel veröffentlicht, dessen Weiterverbreitung der expliziten Erlaubnis der Autoren bedarf. Zudem wird den Entwicklern vorgeworfen, unter der GNU General Public License lizenzierte Software zu verwenden und dabei die Lizenzbestimmungen zu missachten.
Bereits nach wenigen Wochen wurde das Repository ohne Kommentar der Entwickler gelöscht.

## Funktionen bei Version 5.x
Folgende Ausführungen sind auf die Version 5 bezogen, bei früheren Versionen können noch nicht alle beschriebenen Funktionen vorhanden sein.
Betrachtet man Winamp ohne die Plug-ins, so werden lediglich ein Abspielprogramm mit grundlegenden Funktionen (Wiedergabe/Pause/Stopp usw.) und ein einfaches Modul zum Bearbeiten der Wiedergabeliste zur Verfügung gestellt. Erst durch Plug-ins erhält Winamp die Möglichkeit, zum Beispiel Audio-CDs oder Videos abzuspielen. Allerdings werden viele der wichtigsten Plug-ins bei der Installation von Winamp automatisch mitinstalliert.

### Medienbibliothek
Die mitgelieferte und ab Version 5.5 standardmäßig ins Hauptfenster integrierbare Medienbibliothek dient, ähnlich Programmen wie iTunes, der Verwaltung aller abspielbaren Medien. Sie ist auch in der Lage, vorgegebene Verzeichnisse und Unterverzeichnisse regelmäßig oder manuell auf Änderungen zu prüfen. Eine Echtzeit-Suche ist ebenso vorhanden wie die „intelligenten Wiedergabelisten“, die bei Winamp eigene Ansichten genannt werden und eine sich selbst (mit zuvor festgelegten Kriterien) aktualisierende Wiedergabeliste ermöglichen. So kann z. B. eine eigene Ansicht für Audio- und Videodateien erstellt werden, aber auch für „alle Dateien, die länger als vier Minuten sind und in den letzten zwei Wochen zur Bibliothek hinzugefügt wurden“. Auch die Bewertung von Liedern und Videos (zwischen einem und fünf Sternen) ist möglich.
Für die Medienbibliothek stehen zahlreiche Plug-ins zur Verfügung, die den Funktionsumfang erweitern.

### Stream-Wiedergabe (Internet-Radio und Internet-TV)
Eine weitere Besonderheit von Winamp war schon seit den frühesten Versionen die Wiedergabe von SHOUTcast-Streams (Internetradio), als andere Abspielprogramme diese Funktion noch nicht boten. Heute ist Streamwiedergabe eine Standardfunktion so gut wie aller Medienwiedergabeprogramme.
Winamp hat diese Funktionen in die Medienbibliothek integriert. Die Suche nach Radiostreams und TV-Kanälen erfolgt direkt im Medienbibliothek-Fenster, ohne dass die entsprechenden Webseiten aufgerufen werden müssen.

### Plug-ins
Die Plug-ins lassen sich in neun (ursprünglich in fünf, s. u.) Kategorien einteilen. Jedes Plug-in arbeitet selbständig und von den anderen unabhängig. Aufgrund dieser Unabhängigkeit hält Winamp ein hohes Maß an Dynamik. Durch entsprechende Kombination von Plug-ins ist es beispielsweise möglich, Dateien im MP3-Format mit Echoeffekten zu versehen, in eine WAV-Datei umzuwandeln und anschließend auf eine CD-R zu brennen.
Eine Reihe von Plug-ins wird mitgeliefert, die den meisten Ansprüchen gerecht werden.

#### Eingabe-Plug-ins
Die Eingabe- oder Input-Plug-ins sorgen dafür, dass Winamp mit verschiedensten Dateiformaten umgehen kann. Dazu gehören zum Beispiel Audiodateien wie MP3 oder WAV, aber auch Videoformate wie AVI, WMV oder MPEG, sogar das Abspielen von Musik-CDs wird durch das passende Input-Plug-in ermöglicht. Im Internet sind diverse Eingabe-Plug-ins verfügbar, die auch ausgefallene Formate wie SPC, SID oder NSF unterstützen. Für viele gängige Dateiformate werden bereits Input-Plug-ins mitgeliefert.
Wenn beispielsweise eine WAV-Datei abgespielt werden soll, so wird in der Liste mit den registrierten Eingabe-Plug-ins nachgesehen, ob eines das WAV-Format unterstützt. Wenn das der Fall ist, so überlässt Winamp diesem Plug-in die Verarbeitung dieser Datei. Das Plug-in wandelt die in der WAV-Datei gespeicherten Daten in Tonsignale um. Diese Signale werden noch nicht über die Soundkarte ausgegeben, sondern zunächst wieder Winamp übergeben.

#### DSP-/Effekt-Plug-ins
Die vom Eingabe-Plug-in extrahierten Audiosignale werden von Winamp zuerst, falls eingeschaltet, an den Equalizer und dann an das ausgewählte DSP/Effekt-Plug-in weitergereicht. Diese Plug-ins verändern die Signale und passen sie den Wünschen des Benutzers an. Hier können beispielsweise Bässe verstärkt oder Rauschen entfernt werden. Es ist auch möglich, Hall-Effekte hinzuzufügen oder die Qualität auf die eines Telefons zu senken.
Normalerweise kann nur ein oder kein DSP-/Effekt-Plug-in gleichzeitig ausgewählt sein. Es gibt aber auch Plug-ins dieser Art, die selbst am Klang nichts verändern, aber die Audioinformationen nach und nach durch mehrere ausgewählte DSP-/Effekt-Plug-ins schicken. Für Winamp sieht es dabei so aus, als sei nur ein Plug-in ausgewählt.
Die nunmehr veränderten Toninformationen werden anschließend an das aktive Ausgabe-Plug-in weitergereicht.

#### Ausgabe-Plug-ins
Wie die Bezeichnung schon andeutet, steuern Ausgabe-Plug-ins die Ausgabe der Audiodaten. Normalerweise werden sie dazu verwendet, die Tonsignale auszugeben und so für den Benutzer hörbar zu machen. Es ist aber auch möglich, die Ausgabe auf eine WAV-Datei umzulenken und so beispielsweise eine MP3- in eine WAV-Datei zu konvertieren. Wieder andere Plug-ins ermöglichen eigene Radio-Streams oder das Crossfading, um zwei Titel ineinander laufen zu lassen, oder den gleichzeitigen Einsatz mehrerer Ausgabe-Plug-ins.

#### Visualisierungs-Plug-ins

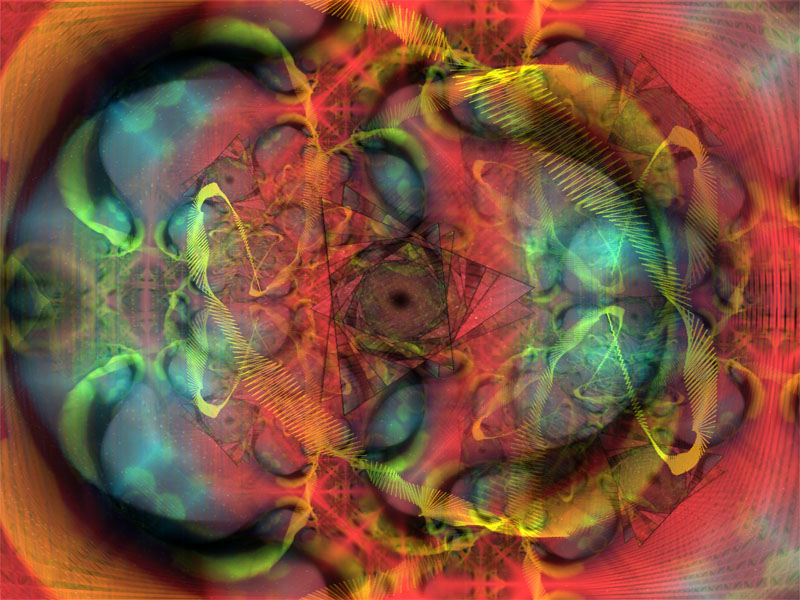
MilkDrop-Screenshot (v1.04d); ein Visualisierungsplugin von Ryan Geiss

Audiovisualisierungs-Plug-ins machen die Musik im wahrsten Sinne des Wortes sichtbar und anschaulich. In einem Fenster, über den ganzen Bildschirm oder sogar als Desktophintergrund werden abstrakte, sich bewegende Grafiken gezeichnet. Das Aussehen dieser Grafiken ist sowohl vom ausgewählten Plug-in als auch von der Musik abhängig. Die Visualisierungen ändern sich rhythmisch mit der Musik, bewegen sich quasi dazu.
Das Spektrum an Visualisierungs-Plug-ins ist groß, angefangen beim eher technisch wirkenden Oszillographen über Frequenzanalysen und Simulation von Flammen bis hin zur Nachahmung von Leuchteffekten in Diskotheken. Manche Plug-ins wie Nullsofts Advanced Visualization Studio erlauben dem Benutzer, sich seine eigene Visualisierung zusammenzubasteln. Auch hier werden Plug-ins mitgeliefert.

#### Allgemeine (General Purpose) Plug-ins
Im Gegensatz zu den oben genannten Erweiterungen beeinflussen allgemeine Plug-ins die Wiedergabe nicht, stattdessen fügen sie Winamp weitere Funktionen hinzu. So ist es beispielsweise unter Verwendung eines Plug-ins möglich, Winamp zu jeder Zeit und unter jedem beliebigen Programm per Tastatur zu bedienen. Andere Plug-ins erweitern Winamp um Medienbibliotheken, in denen Musikstücke und Videos katalogisiert und organisiert werden können. Für beide hier gestellten Aufgabenbereiche werden bereits Erweiterungen mitgeliefert.

#### Medienbibliotheken-Plug-ins (seit Version 5.22)
Die mitgelieferte Medienbibliothek (Media Library) ist an sich ein General-Purpose-Plug-in. Seit Winamp-Version 5.22 ist jedoch auch sie wiederum in Plug-ins aufgeteilt, nämlich Media-Library-Plug-ins. Diese stellen der Medienbibliothek z. B. die lokale Medienverwaltung, den Zugriff auf Onlinedienste, das Erstellen von Wiedergabelisten oder das Auslesen (Rippen) und Brennen von Audio-CDs zur Verfügung. Diese Funktionen gab es zwar auch schon in früheren Winamp-Versionen, jedoch gibt es erst seit Version 5.22 die Möglichkeit, diese in Form von Plug-ins einzeln zu deinstallieren, beispielsweise das Rip-&-Burn-Plug-in auf PCs ohne CD-Brenner.
Eine MusicIP Mix (zuvor Predixis MusicMagic) genannte Software des Unternehmens MusicIP zur automatischen Generierung von harmonischen Wiedergabelisten wurde in Version 5.35 aus dem Installationspaket entfernt, steht aber als optionales Plug-in zur Einbindung in Winamp bereit.

#### Encoder-Plug-ins (seit Version 5.0)
Seit Version 5.0 gibt es für die verschiedenen Dateiformate, in denen Audio-CDs beim Einlesen auf der Festplatte abgelegt werden können, Encoder-Plug-ins. So werden beispielsweise Plug-ins für das Enkodieren der Audio-CDs in das MP3-, das AAC/aacPlus-, das Ogg-Vorbis-, das FLAC- sowie das WMA-Format mitgeliefert. Mit Hilfe neuer Encoder-Plug-ins ließe sich diese Liste theoretisch beliebig erweitern. Ohne Verwendung eines Encoder-Plug-ins können Audio-CDs im unkomprimierten WAV-Format abgespeichert werden.

#### Tragbare-Mediengeräte-Plug-ins (seit Version 5.2)
Seit Version 5.2 ist Winamp in der Lage, auf diverse tragbare Audioplayer zuzugreifen. Auch dazu werden Plug-ins verwendet, die Portable-Media-Player-(PMP)-Plug-ins. Standardmäßig mitgeliefert werden Plug-ins für Geräte aus Apples iPod-Serie, für Geräte des Unternehmens Creative sowie für solche, die den Standard Microsoft PlaysForSure unterstützen. Seit der Version 5.3 werden auch einfache USB-Flash-Geräte unterstützt, wie sie als preiswerte MP3-Player häufig in Form von USB-Sticks auf dem Markt sind.

#### Auto-Tagger (seit Version 5.5)
Seit Version 5.5 ist Winamp mit einer Auto-Tagging-Funktion ausgestattet. Damit können fehlende ID3-Tag-Angaben (Bezeichnungen wie Titel, Komponist, Album usw.) via Internet vervollständigt werden. Das Modul untersucht die Musikdatei und gleicht ihre Daten mit einer im Internet stehenden Datenbank ab. Verfügbar wurde dieser Dienst durch Gracenote.

## Winamp Pro
Neben der kostenlosen Variante von Winamp gibt es auch eine kostenpflichtige Pro-Version. Diese ermöglicht z. B. das Kopieren von CD-Titeln ins MP3-Format sowie schnelleres Auslesen und Brennen von CDs.
Seit der Version 5.57 wird zudem das Dekodieren von H.264-Videos in NSV-Streams unterstützt.

## Winamp for Android
Für das Android-Betriebssystem gibt es ebenfalls eine Winamp-Version, welche erstmals am 10. März 2011 in der Version 1.0 erschien. Besonderheiten der Mobilversion sind unter anderem die Synchronisation von Winamp und iTunes-Playlisten über WLAN als auch die Unterstützung typischer Winamp-Dienste wie SHOUTcast. Derzeit liegt Winamp for Android in Version 1.4.15 (Stand 30. März 2015) vor.

## Winamp Sync for Mac
Zeitgleich mit der Veröffentlichung von Winamp 5.622 wurde auch eine Beta-Version von Winamp für Mac OS X vorgestellt. Diese trägt den Namen Winamp Sync for Mac, um herauszustellen, dass der Fokus der Anwendung hauptsächlich auf der Synchronisierung mit Winamp for Android sowie der iTunes-Bibliothek liegt. Den Anspruch, iTunes als Desktop-Medienspieler unter Mac OS X zu verdrängen, erhebt Winamp Sync for Mac nach der Produktbeschreibung des Herstellers derzeit noch nicht, obwohl eine eigene, vollständige Winamp-Medienbibliothek sowie Abspielfunktionen integriert sind.
Im Hersteller-Blog wird jedoch darauf hingewiesen, dass Winamp Sync for Mac nur der erste Schritt der Mac-Aktivitäten sei und den Weg für zukünftige Produktentwicklungen unter Mac OS X ebnen soll.